# Recopa d'Europa de futbol 1979-80
La Recopa d'Europa de futbol 1979-80 fou la vintena edició de la Recopa d'Europa de futbol. La final fou guanyada pel València CF enfront l'Arsenal FC.

## Ronda preliminar
| Equip 1    | Global | Equip 2         | Anada | Tornada |
| ---------- | ------ | --------------- | ----- | ------- |
| Rangers FC | 3-0    | Lillestrøm S.K. | 1-0   | 2-0     |
| B1903      | 7-0    | APOEL FC        | 6-0   | 1-0     |

## Primera ronda
| Equip 1             | Global | Equip 2                | Anada | Tornada |
| ------------------- | ------ | ---------------------- | ----- | ------- |
| FC Dynamo Moscou    | (abd)  | KS Vllaznia Shkodër    | -     | -       |
| Sliema Wanderers    | 2-9    | Boavista FC            | 2-1   | 0-8     |
| Cliftonville F.C.   | 0-8    | FC Nantes Atlantique   | 0-1   | 0-7     |
| BSC Young Boys      | 2-8    | FC Steaua Bucureşti    | 2-2   | 0-6     |
| Reipas Lahti        | 0-2    | FC Aris Bonnevoie      | 0-1   | 0-1     |
| ÍA                  | 0-6    | FC Barcelona           | 0-1   | 0-5     |
| B1903               | 2-6    | València CF            | 2-2   | 0-4     |
| Rangers FC          | 2-1    | Fortuna Düsseldorf     | 2-1   | 0-0     |
| Arsenal FC          | 4-0    | Fenerbahçe SK          | 2-0   | 0-0     |
| Wrexham A.F.C.      | 5-7    | 1. FC Magdeburg        | 3-2   | 2-5(pr) |
| Panionios NFC       | 5-3    | FC Twente              | 4-1   | 1-2     |
| IFK Göteborg        | 2-1    | Waterford FC           | 1-0   | 1-1     |
| FC Wacker Innsbruck | 1-3    | Lokomotiva Košice      | 1-2   | 0-1     |
| Beerschot VAC       | 1-2    | NK Rijeka              | 0-0   | 1-2     |
| Arka Gdynia         | 3-4    | PFC Beroe Stara Zagora | 3-2   | 0-2     |
| Juventus F.C.       | 3-2    | Győri ETO FC           | 2-0   | 1-2     |

## Segona ronda
| Equip 1                | Global | Equip 2             | Anada | Tornada |
| ---------------------- | ------ | ------------------- | ----- | ------- |
| FC Dynamo Moscou       | 1(c)-1 | Boavista FC         | 0-0   | 1-1     |
| FC Nantes Atlantique   | 5-3    | FC Steaua Bucureşti | 3-2   | 2-1     |
| FC Aris Bonnevoie      | 2-11   | FC Barcelona        | 1-4   | 1-7     |
| València CF            | 4-2    | Rangers FC          | 1-1   | 3-1     |
| Arsenal FC             | 4-3    | 1. FC Magdeburg     | 2-1   | 2-2     |
| Panionios NFC          | 1-2    | IFK Göteborg        | 1-0   | 0-2     |
| Lokomotiva Košice      | 2-3    | NK Rijeka           | 2-0   | 0-3     |
| PFC Beroe Stara Zagora | 1-3    | Juventus F.C.       | 1-0   | 0-3(pr) |

## Quarts de final
| Equip 1          | Global | Equip 2              | Anada | Tornada |
| ---------------- | ------ | -------------------- | ----- | ------- |
| FC Dynamo Moscou | 3-4    | FC Nantes Atlantique | 0-2   | 3-2     |
| FC Barcelona     | 3-5    | València CF          | 0-1   | 3-4     |
| Arsenal FC       | 5-1    | IFK Göteborg         | 5-1   | 0-0     |
| NK Rijeka        | 0-2    | Juventus F.C.        | 0-0   | 0-2     |

## Semifinals
| Equip 1              | Global | Equip 2       | Anada | Tornada |
| -------------------- | ------ | ------------- | ----- | ------- |
| FC Nantes Atlantique | 2-5    | València CF   | 2-1   | 0-4     |
| Arsenal FC           | 2-1    | Juventus F.C. | 1-1   | 1-0     |

## Final
Després de guanyar dues Copes de Fires en la dècada dels anys 60, el València aconseguí el seu tercer títol europeu a la final contra l'Arsenal. Aquella va ser l'única ocasió en què la Recopa d'Europa es va decidir amb una tanda de penals, si bé anteriorment la final es va haver de repetir en tres edicions per haver acabat amb empat després de la pròrroga.
| València CF                                                 | 0–0 | Arsenal FC                                              |
| ----------------------------------------------------------- | --- | ------------------------------------------------------- |
|                                                             |     |                                                         |
| Tanda de penals                                             |     |                                                         |
| Kempes · Solsona · Rodríguez · Castellanos · Bonhof · Arias | 5–4 | Brady · Stapleton · Sunderland · Talbot · Hollins · Rix |

| Guanyador de la Recopa d'Europa 1979-80 |
| --------------------------------------- |
| València CF Primer títol                |